# Natalia Witmer
Natalia Witmer (geb. 22. Juni 1989 in Omsk) ist eine deutsch-russische Schauspielerin.

## Leben
Natalia Witmer wuchs ab 1995 in einer niedersächsischen Kleinstadt nahe Göttingen auf. Nach dem Abitur absolvierte sie von 2010 bis 2014 eine Ausbildung zur staatlich anerkannten Schauspielerin an der Filmschauspielschule Berlin. Besondere Bekanntheit erlangte Witmer durch ihre Darstellung der russischen Kindersoldatin Marina Yurlova in 14 – Tagebücher des Ersten Weltkriegs (2014) sowie der Fortsetzung Krieg der Träume (2018)
Natalia Witmer lebt in Berlin.

## Filmografie
- 2011: Trail of Tears (Kurzfilm)
- 2013: Der Medicus
- 2014: The Pyramid
- 2014: 14 Tagebücher des Ersten Weltkriegs, als Marina Yurlova
- 2015: In aller Freundschaft – Zu einem hohen Preis (Folge 688, Episoden-Hauptrolle)[4]
- 2016: SOKO Leipzig – Lucky Punch (Folge 301)[5]
- 2017: SOKO Leipzig – Vaterliebe (Folge 336)[6]
- 2018: Krieg der Träume[7], als Marina Yurlova
- 2023: Das bleibt unter uns (Fernsehfilm)

## Theater
- 2013: Tom Lanoye: Mamma Medea (Rolle: Medea)
- 2013: Frank Wedekind: Lulu (Rolle: Lulu)
- 2013: Maxim Gorki: Kleinbürgertum (Rolle: Helena)
- 2014: Wajdi Mouawad: Verbrennungen (Rolle: Sawda)
- 2014: Friedrich Schiller: Kabale und Liebe (Rolle: Luise)
- 2014: George Tabori: Mein Kampf (Rolle: Gretchen)